# Mike Gosling
Pour les articles homonymes, voir Gosling.
Mike Frederick Gosling, né le 23 septembre 1980 à Madison (Wisconsin), est un joueur américain de baseball évoluant dans la Ligue majeure de baseball entre 2004 et 2009 pour les Diamondbacks de l'Arizona, les Reds de Cincinnati et les Indians de Cleveland.

## Carrière

### Carrière scolaire et universitaire
Mike Gosling est drafté une première fois le 2 juin 1998 par les Twins du Minnesota, mais il repousse l'offre et poursuit ses études supérieures à l'Université Stanford. Il porte les couleurs des Stanford Cardinal où il enregistre 10 victoires pour 7 défaites, 3 sauvetages et une moyenne de points mérités de 4,40 pour 178.0 manches lancées.

### Carrière professionnelle
Gosling rejoint les rangs professionnels après la draft du 5 juin 2001 au cours de laquelle il est sélectionné par les Diamondbacks de l'Arizona au deuxième tour de sélection (66e choix).
Il débute en Ligue majeure le 9 septembre 2004.
Gosling passe chez les Reds de Cincinnati le 10 février 2006, où il dispute quelques rencontres de Ligue majeure (1 en 2006 et 23 an 2007), puis rejoint les Blue Jays de Toronto le 26 octobre 2007. Il se contente d'évoluer en Triple-A au sein de l'organisation des Blue Jays en 2008.
Il commence la saison 2009 chez les Twins du Minnesota, mais toujours en Ligues mineures, avant de rejoindre le 5 juin les Indians de Cleveland, qui le cantonne dans un premier temps en Triple-A. Il est appelé parmi les 25 membres de l'effectif des Indians le 19 juin 2009.